# 増田怜奈
増田 怜奈（ますだ れな、1994年1月14日 - ）は、日本の女優、タレント、ジュニアアイドルである。キリンプロ所属。

## 出演

### 映画
- 非常ベル（2003年）卒業制作
- 狼少女（2005年）小室秀子役

### テレビドラマ
- はぐれ刑事純情派（1999年、テレビ朝日）ユキ役
- Summer Snow（2000年、TBS）きょうこ役
- 柔らかな頬（2000年、BS-i）りさ役
- ズッコケ3人組（2002年、NHK教育）ようこ役
- 爆竜戦隊アバレンジャー（2004年、テレビ朝日）小学生 役
- 金曜エンタテイメント・熱血シングル・ファザー（2004年、フジテレビ）
- 怪奇大家族（2004年、テレビ東京）
- 仮面ライダーカブト（2006年、テレビ朝日）

### バラエティ
- おはスタ（2003年 - 2005年、テレビ東京）おはキッズ

### CM
- マクドナルド（2000年）
- セガトイズ「ピクトハウス」（2005年）

### スチル
- 小学館「幼稚園」（1999年）
- Como（1999年）
- きょうの料理（1999年）
- オレンジページ（1999年）
- NTT東日本（1999年）
- アジア国民基金（2000年）
- マスダ増（2000年）
- 講談社「なかよし」（2003年）

### その他
- 餌食（1999年、Vシネマ）まゆみ役
- 明治安田生命保険相互会社「スーパーバランス」（2006年、VP）

## 作品

### 写真集
- Jewel BOX（2003年8月20日、心交社）

### DVD
- れなとデート（2003年8月29日、心交社）